# Bronvaux
Bronvaux (Duits: Brunwals) is een gemeente in het Franse departement Moselle (regio Grand Est) en telt 572 inwoners (2004).

## Geschiedenis
Tussen 1915 en 1918 droeg de plaats de verduitste naam Brunwals, tussen 1940 en 1944 Brauntal.
De gemeente maakt desinds 22 maart 2015 deel uit van het kanton Rombas. Daarvoor hoorde het bij het kanton Marange-Silvange, dat toen opgeheven werd. Het arrondissement Metz-Campagne fuseerde met het arrondissement Metz-Ville tot het huidige arrondissement Metz.

## Geografie
De oppervlakte van Bronvaux bedraagt 1,6 km², de bevolkingsdichtheid is 357,5 inwoners per km².
De onderstaande kaart toont de ligging van Bronvaux met de belangrijkste infrastructuur en aangrenzende gemeenten.

## Demografie
Onderstaande figuur toont het verloop van het inwonertal (bron: INSEE-tellingen).